# 周弘讓
周弘讓，汝南郡安城县人，南北朝南朝梁、南朝陈官员。
周弘讓的祖父周顒，父亲梁朝司徒祭酒周宝始，哥哥周弘正，弟弟周弘直。周弘让性情简易朴素，博学多通。开始做官不得志，隐居句容茅山，多次征召不出。大同末年，他哥哥周弘正对他说：“国家数年间有难，当有兵变，我和你不知从何而逃。”梁武帝接纳侯景，周弘正又对他说：“动乱开始了。”台城陷落，周弘正、周弘让都投靠侯景，周弘让担任中书侍郎，人问其故，听说：“昔日王道正直，可以以礼进退，现在乾坤易位，不应征为官，就会被害，我怕死罢了。”彭城刘孝先也推辞征召，随兄刘孝胜在蜀。武陵王萧纪建号，担任为世子府谘议参军。两个隐士在当时都被讥讽。周弘让在梁元帝承圣初年，为国子祭酒。承圣二年（553年），为仁威将军，在句容筑城而住，命为仁威垒。陈朝天嘉初年，以百姓的身份领太常卿、光禄大夫，加金章紫绶。